# Útěchovičky (Pelhřimov)
Útěchovičky (německy Klein Autiechowitz) je malá vesnice, část okresního města Pelhřimov. Nachází se asi 6,5 km na severovýchod od Pelhřimova. První písemná zmínka pochází z roku 1544, kdy byly sídlem rytířů Lapaczků ze Zrzawyho. Jejich rod připomíná náhrobní kámen v kostele v Nové Cerekvi (z roku 1663). Roku 1673 se obec stala součástí loutkovského panství, mezi jehož majiteli jsou uváděni Hynek Žampach z Potštejna, Jan Budovec z Budova či rod Břízských z Břízy. Roku 1919 byla obec přejmenována Z Malých Outěchovic na Útěchovičky. V roce 2009 zde bylo evidováno 28 adres. V roce 2001 zde trvale žilo 34 obyvatel.
Útěchovičky leží v katastrálním území Chvojnov o výměře 7,1 km2.